# Neuseeländische Badmintonmeisterschaft 2011
Die Neuseeländische Badmintonmeisterschaft 2011 fand vom 18. bis zum 20. März 2011 in Auckland statt.

## Finalresultate
| Disziplin    | Sieger                                 | Finalist                        | Ergebnis            |
| ------------ | -------------------------------------- | ------------------------------- | ------------------- |
| Herreneinzel | Daniel Shirley                         | Tjitte Weistra                  | 18-21, 21-17, 21-16 |
| Dameneinzel  | Kylie Luo                              | Lilian Shih                     | 21-8, 21-10         |
| Herrendoppel | Kevin Dennerly-Minturn Henry Tam       | Samuel Ho Riga Oud              | 21-16, 22-20        |
| Damendoppel  | Kylie Luo Stephanie Cheng              | Danielle Barry Mary O’Connor    | 21-10, 21-13        |
| Mixed        | Kevin Dennerly-Minturn Stephanie Cheng | Luke Charlesworth Mary O’Connor | 21-15, 21-16        |